# Steve Atkinson
Pour les articles homonymes, voir Atkinson.
Steven John Atkinson, dit Steve Atkinson, (né le 18 octobre 1948 à Toronto, dans la province de l'Ontario au Canada - mort le 6 mai 2003 à Nigara Falls, en Ontario) est un joueur de hockey sur glace professionnel ayant joué aux postes de centre et d'ailier droit.

## Carrière en club
D'abord repêché 6e au total du repêchage amateur de la LNH 1966 par les Red Wings de Détroit alors qu'il évoluait pour les Flyers de Niagara Falls dans l'Association de hockey de l'Ontario.

Atkinson fut immédiatement cédé aux Bruins de Boston. Il ne jouera qu'un seul match dans l'uniforme des Bruins avant d'être choisi par les Sabres de Buffalo au cours du repêchage d'expansion de la LNH 1970. Après 4 saisons à Buffalo, Atkinson est choisi par les Capitals de Washington lors du repêchage d'expansion de la LNH 1974. Au cours de sa seule année chez les Capitals, il devint le premier joueur de l'histoire des Caps à marquer sur un tir de pénalité, le 1er février 1975 face aux Canucks de Vancouver. Il joua la saison suivante 52 matches avec les Toros de Toronto de l'Association mondiale de hockey.
Il meurt d'une crise cardiaque le 6 mai 2003 à l'âge de 54 ans.

## Statistiques
Pour les significations des abréviations, voir Statistiques du hockey sur glace.
| Saison     | Équipe                  | Ligue      |     | Saison régulière | Saison régulière | Saison régulière | Saison régulière | Saison régulière |   | Séries éliminatoires | Séries éliminatoires | Séries éliminatoires | Séries éliminatoires | Séries éliminatoires |
| Saison     | Équipe                  | Ligue      | PJ  | B                | A                | Pts              | Pun              | PJ               | B | A                    | Pts                  | Pun                  |                      |                      |
| 1964-1965  | Flyers de Niagara Falls | AHO        | 15  | 1                | 0                | 1                | 0                |                  |   |                      |                      |                      |                      |                      |
| 1965-1966  | Flyers de Niagara Falls | AHO        | 39  | 8                | 7                | 15               | 12               |                  |   |                      |                      |                      |                      |                      |
| 1966-1967  | Flyers de Niagara Falls | AHO        | 44  | 31               | 35               | 66               | 42               |                  |   |                      |                      |                      |                      |                      |
| 1967-1968  | Flyers de Niagara Falls | AHO        | 50  | 37               | 36               | 73               | 61               |                  |   |                      |                      |                      |                      |                      |
| 1968-1969  | Blazers d'Oklahoma City | LCH        | 65  | 40               | 40               | 80               | 62               | 12               | 4 | 0                    | 4                    | 13                   |                      |                      |
| 1968-1969  | Bruins de Boston        | LNH        | 1   | 0                | 0                | 0                | 0                | -                | - | -                    | -                    | -                    |                      |                      |
| 1969-1970  | Blazers d'Oklahoma City | LCH        | 63  | 29               | 23               | 52               | 63               | -                | - | -                    | -                    | -                    |                      |                      |
| 1970-1971  | Sabres de Buffalo       | LNH        | 57  | 20               | 18               | 38               | 12               | -                | - | -                    | -                    | -                    |                      |                      |
| 1971-1972  | Sabres de Buffalo       | LNH        | 67  | 14               | 10               | 24               | 26               | -                | - | -                    | -                    | -                    |                      |                      |
| 1972-1973  | Sabres de Buffalo       | LNH        | 61  | 9                | 9                | 18               | 36               | 1                | 0 | 0                    | 0                    | 0                    |                      |                      |
| 1973-1974  | Sabres de Buffalo       | LNH        | 70  | 6                | 10               | 16               | 22               | -                | - | -                    | -                    | -                    |                      |                      |
| 1974-1975  | Robins de Richmond      | LAH        | 22  | 11               | 18               | 29               | 6                | 7                | 1 | 4                    | 5                    | 15                   |                      |                      |
| 1974-1975  | Capitals de Washington  | LNH        | 46  | 11               | 4                | 15               | 8                | -                | - | -                    | -                    | -                    |                      |                      |
| 1975-1976  | Norsemen de Buffalo     | NAHL       | 37  | 30               | 31               | 61               | 38               | -                | - | -                    | -                    | -                    |                      |                      |
| 1975-1976  | Toros de Toronto        | AMH        | 52  | 2                | 6                | 8                | 22               | -                | - | -                    | -                    | -                    |                      |                      |
| 1976-1977  | Alexanders de Brantford | AHOSr      | 11  | 9                | 13               | 22               | 6                | -                | - | -                    | -                    | -                    |                      |                      |
| 1976-1977  | Blades d'Érié           | NAHL       | 28  | 18               | 20               | 38               | 19               | -                | - | -                    | -                    | -                    |                      |                      |
| 1977-1978  | Alexanders de Brantford | AHOSr      | 33  | 15               | 28               | 43               | 4                | -                | - | -                    | -                    | -                    |                      |                      |
| Totaux LNH | Totaux LNH              | Totaux LNH | 302 | 60               | 51               | 111              | 104              | 1                | 0 | 0                    | 0                    | 0                    |                      |                      |